# Jacqueline Dyris
Jacqueline Alexandra Dyris (28 de febrero de 1899 en Bélgica – 14 de marzo de 1962 en Los Ángeles, California) fue una actriz de teatro y cine mudo, nacida de Bruselas, Bélgica.[cita requerida] Su padre era de ascendencia inglesa y holandesa y su madre era española y francesa. Jacqueline se educó en Europa y posteriormente en Montreal, Quebec, Canadá, Chicago, Illinois y Nueva York, Nueva York.

## Carrera
Al principio se asoció con Jack Norworth de Norworth y Bayes en "Odds and Ends". Pronto participó en varios sketches de vodevil. A principios de la década de 1920 se trasladó de Nueva York a California por motivos de salud. En 1925 la actriz apareció en la obra de teatro White Collars. La obra se prolongó durante más de un año en el Egan Theater de Los Ángeles, California.

## Cine
Las películas más destacadas de Jacqueline son The Man Who Saw Tomorrow (1922) y The Godless Girl (1929). Esta última fue dirigida por Cecil B. Demille y protagonizada por Marie Prevost, Noah Beery, George Duryea y Lina Basquette. Actuó con Ina Claire en The Awful Truth (1929).